# تصوير الأرواح

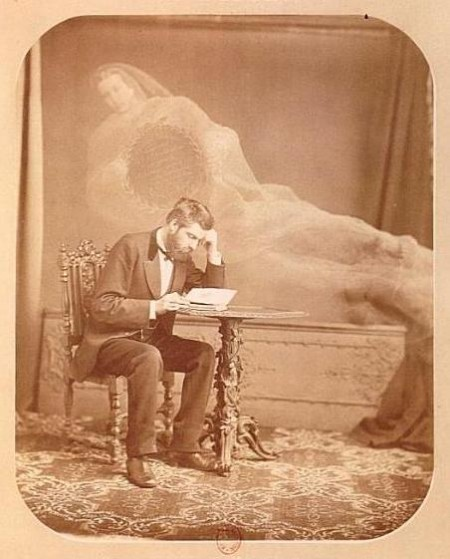
صورة روحية مأخوذة بواسطة "Édouard Isidore Buguet"

تصوير الأرواح (أو ما يُطلق عليه أيضًا تصوير الأشباح)، هو نوع من التصوير الذي يهدف إلى إظهار الأشباح أو الكيانات الروحية الأخرى، خصوصًا عند صيد الأشباح، ويعود تاريخه إلى أواخر القرن التاسع عشر. في نهاية الحرب الأهلية الأمريكية وعند منتصف القرن التاسع عشر، ساهمت الحركة الروحية بشكل كبير في شعبية التصوير الروحي، وفي ذلك الوقت، ازدهرت أعمال بعض الفنانين مثل «ويليام مولمر، وويليام هوب»، وبدؤوا بِالتقاط الصور للناس مع أقربائهم الذين من المفترض كونهم موتى. وقد ظهر في وقتٍ لاحق أن كليهما كان مُحتالًا، ولكنهما كانا «مؤمِنين حقيقيين»، مثل «السير آرثر كونان دوليا»، عندما رفض قبول الأدلة لإثبات وجود خدعة.
عندما أصبحت الكاميرات متاحة للعامة، أصبحت صور الأرواح مشهورة بسبب الآثار الطبيعية للكاميرات مثل انعكاس الفلاش الضوئي على جزيئات الغبار، والحزام الحامل للكاميرا أو وجود خصلات شعر بالقرب من العدسة، أو توهج العدسة، الباريدوليا (رؤية الوجوه والتخيلات بالرغم من عدم وجود شيء)، أمّا في العصر الحديث، أصبحت إضافة الأرواح أو الأشباح إلى الصور أمراً سهلاً باستخدام تطبيقات الهواتف الذكية.

## تاريخ
قُدِّم التصوير العملي لأول مرة والذي جرى استخدامه عام 1839، مستخدِمًا عملية تسمى (daguerreotype)، ولم يتم التقاط الأرواح مطلقًا. وفقًا لأوين ديفيز في (The Haunted: A Social History of Ghosts)، بدأ التصوير الفوتوغرافي للأشباح بالتجربة الفوتوغرافية باستخدام أشخاص يقفون أمام النوافذ الزجاجية وخلفها أو يلاحظون أن

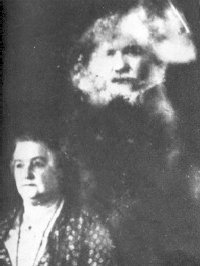
صورة روحية مأخوذة بواسطة "William Hope"

التعريضات الطويلة المطلوبة في ذلك الوقت غالبًا ما تؤدي إلى صور شفافة عندما يغادر الأشخاص أو الحيوانات الإطار في أثناء التعرض. أدرك «السير ديفيد بروستر»، في عام 1856، استُخدمت هذه التأثيرات لإنشاء صور شبحية عن عمد. قررت شركة (London Stereoscopic Company) استخدام فكرة «بروستر» وأنشأت سلسلة من الصور تسمى (The Ghost in the Stereoscope) ولكن لم تظهر تلك الصور إلا بعد استخدام اللوحات الزجاجية السلبية حوالي عام 1859، ما جعل الصور المزدوجة ممكنة، حتى بدأت الأرواح تظهر بانتظام في الصور الفوتوغرافية. منذ ستينيات القرن التاسع عشر فصاعدًا، لم يعد المصورون الروحيون يستخدمون التعريضات الطويلة والصور المزدوجة المستخدمة سابقًا بل استخدموا بدلاً من ذلك ما يشبه الوجوه المقطوعة والأجساد من المجلات لتمثيل الأشكال غير المجسدة. بحلول ثمانينيات القرن التاسع عشر، ومع ازدياد عدد الأشخاص الذين يمتلكون الكاميرات، ازدهر التصوير الفوتوغرافي للروح. لم تبدأ في الانخفاض حتى عشرينيات القرن الماضي بعد أن حاول المشككون مثل «هاري هوديني» مواجهة الاحتيال الروحاني.

### مصورو الروح
نشر نقّاش مجوهرات أمريكي ومصور هاو يُدعى «ويليام موملر»، في عام 1862، صورة كان يزعم أنها لابن عمه، الذي توفي قبل 12 عامًا. أدى الإحساس الإعلامي الذي تسبب فيه ذلك إلى قيام موملر بترك النقش وبدء عمل تجاري ناجح باعتباره «وسيلة تصوير روحانية»، والتي أنشأها في نيويورك وبوسطن لخدمة أولئك الذين يأملون في العثور على اتصال خارق للطبيعة مع الأقارب الذين قتلوا في الحرب الأهلية الأمريكية. من أشهر صور موملر صورة «ماري تود لينكولن» مع الروح المزعومة لزوجها الذي اغتيل. كانت الأرواح الظاهرة التي التقطها موملر عبارة عن تعريضات مزدوجة لعملاء سابقين من لوحات فوتوغرافية جرى تنظيفها بشكل غير صحيح. في عام 1869، جرى اكتشاف احتيال موملر وتوجيه اتهام إليه. ومع ذلك، تمت تبرئته، على الرغم من الأدلة المقدمة على أن واحدًا ممن يدعوهم بأرواحه قد ثبت أنه لا يزال على قيد الحياة. «بي. تي. بارنوم»، الذي شهد ضد موملر، كأحد منتقديه الصريحين، وأعلن أنه يستغل حزن الناس. انتقل موملر لاحقًا إلى التصوير المنتظم.
بدأ التصوير الفوتوغرافي للروح في الظهور في إنجلترا عام 1872 من استوديوهات المصور «فريدريك هدسون». يُزعم أنه «خدع» الكاميرا الخاصة به لتحمّل صورة مكشوفة مسبقًا تنتقل إلى مكانها عندما يلتقط صورته. في عام 1875، ألقي القبض على «إدوارد بوجيه» في باريس، وهو مصور روحاني فرنسي، كان لديه أيضًا استوديو في لندن، وحوكِم بتهمة الاحتيال بعد تقديمه اعترافًا كاملاً. قام بمحاكاة الأرواح عن طريق لف الدمى بشاش وإضافة صور الوجوه لها. نُشر اعترافه على نطاق واسع في الصحافة الفرنسية والإنجليزية.
في عام 1891، التقطت سايبل كوربت إحدى أشهر صور الروح. التقطت صورة للمكتبة في (Combermere Abbey) في (Cheshire)، إنجلترا، ظهرت فيها «...الخطوط العريضة الباهتة لرأس الرجل والياقة والذراع اليمنى». اعتُقد أن هذه الشخصية هي شبح اللورد كومبرمير الذي توفي مؤخرًا وكان يُدفن وقت التقاط الصورة. نظرًا إلى أن التعرض استغرق ساعة واحدة، فقد اعتقد المشككون أن شخصًا ما، ربما يكون خادمًا، قد دخل الغرفة وتوقف مؤقتًا، ما تسبب في الخطوط العريضة الشبحية.

كان «ويليام هوب» أحد أشهر المصورين في مطلع القرن. في فبراير 1922، أظهر «هاري برايس» من جمعية البحث النفسي و ساحر يدعى «سيمور وإريك جي.دينغ وول» و «ويليام إس.اريوت»أن هوب محتال. ابتكروا خطة حيث قدموا إلى هوب صورًا زجاجية جرى تمييزها سرًا بالأشعة السينية. كانت الصفيحة المعادة التي تحتوي على الروح لا تحمل أي علامات. كتب برايس النتائج التي توصل إليها في مجلة مجمع البحوث النفسية. على الرغم من هذا الدليل، ادعى بعض الروحيين البارزين، مثل آرثر كونان دويل، أن التقرير كان جزءًا من مؤامرة ضد هوب. استمر هوب في النجاح رغم الأدلة ضده. قال محقق الخوارق «ماسيمو بوليدورو» إن قضية ويليام هوب وأتباعه تظهر مدى صعوبة إقناع المؤمنين الحقيقيين، حتى عندما يكون هناك دليل قوي على الاحتيال. ومن بين مصوري الروح الآخرين الذين جرى الكشف عنهم على أنهم محتالون «ديفيد دوجويد» و«إدوارد ويلي». كشف «رونالد بيرسال» عن حيل التصوير الروحي في كتابه (The Table-Rappers). 
- الصورة الذاتية للفنان ويليام مولمر ويزعم بها بأن الشبح الظاهر هو ابن عمه
- إحدى أشهر صور مولمر، ويزعم بأن الظاهرة في الصورة هي ماري لينكولين برفقة شبح زوجها إبراهام لينكولين
- Circa 1868
- Circa 1871

## الكتب
نُشرت العديد من الكتب التي تدافع عن إمكانية تصوير الروح. من بين الكتب البارزة كتاب (The Case for Spirit Photography) من تأليف «آرثر كونان دويل»، الذي نُشر في عام 1922 حيث حاول دويل الدفاع عن وليام هوب ومجموعته (Crewe Circle)، وهي مجموعة روحية كانت معروفة في ذلك الوقت. كان الروحانيون الآخرون الذين ألفوا كتبًا تدعم التصوير الفوتوغرافي للروح: «جورجيانا هوتون» التي كتبت سجلات صور الكائنات الروحية والظواهر غير المرئية للعين 1882  و«جيمس كواتس» الذي كتب التصوير غير المرئي 1911.

### البيانات الكاملة المراجع
1. Davies، Owen (2007). The Haunted: A Social History of Ghosts. Houndsmills, Basingstoke, Hampshire and New York: Palgrave MacMillan. ص. 201–204. ISBN:978-1-4039-3924-1.
2. Radford، Benjamin (2017). Investigating Ghosts: The Scientific Search for Spirits. United States of America: Cataloguing-in-Publication Data. ص. 124–143. ISBN:978-0-9364-5516-7.
3. Nickell، Joe (2012). The Science of Ghosts: Searching for Spirits of the Dead. New York: Prometheus Books. ص. 297–305. ISBN:978-1-61614-585-9.
4. Timberlake، Howard (30 يونيو 2015). "The intriguing history of ghost photography". BBC. مؤرشف من الأصل في 2019-12-24. اطلع عليه بتاريخ 2021-01-16.
5. Biddle، Kenny (10 سبتمبر 2018). "'Breakthrough Ghost Photography' Falls Short Of A Breakthrough". Skeptical Inquirer. مؤرشف من الأصل في 2020-04-30. اطلع عليه بتاريخ 2021-01-17.
6. "The Case for Spirit Photography - The Arthur Conan Doyle Encyclopedia". www.arthur-conan-doyle.com. مؤرشف من الأصل في 2021-04-18. اطلع عليه بتاريخ 2021-01-18.
7. Houghton، Georgiana (1882). Chronicles Of The Photographs Of Spiritual Beings. مؤرشف من الأصل في 2019-12-18.
8. Coates، James (1911). Photographing the Invisible. Duke University Libraries. Chicago, Ill., Advanced thought pub. co.
9. Radford, Benjamin (3 Nov 2006). "Ghost Photos: Scams, Slipups, and Spirits". Skeptical Inquirer (بالإنجليزية الأمريكية). Archived from the original on 2021-01-18. Retrieved 2021-01-18.
10. Polidoro، Massimo (أغسطس 2011). "Photos Of Ghosts: The Burden Of Believing The Unbelievable". Skeptical Inquirer. مؤرشف من الأصل في 2020-08-12. اطلع عليه بتاريخ 2021-01-18.
11. Biddle، Kenny (28 أكتوبر 2020). "The 'Ghost Hand' Of 1900". Skeptical Inquirer. مؤرشف من الأصل في 2020-11-01. اطلع عليه بتاريخ 2020-01-19.
12. Radford، Benjamin (19 أبريل 2016). "Is Mysterious Figure at Stanley Hotel a Ghost?". livescience. مؤرشف من الأصل في 2016-04-24. اطلع عليه بتاريخ 2021-01-19.
13. Biddle، Kenny (1 سبتمبر 2020). ""Ghostly Bride" Caught On Construction Site Not A Ghost". Skeptical Inquirer. مؤرشف من الأصل في 2021-01-20. اطلع عليه بتاريخ 2021-01-20. {{استشهاد ويب}}: |archive-date= / |archive-url= timestamp mismatch (مساعدة)
14. Biddle، Kenny (19 أكتوبر 2014). "Instant paranormal: The ubiquitous use of camera apps". The James Randi Educational Foundation. مؤرشف من الأصل في 2014-10-21. اطلع عليه بتاريخ 2021-01-20.
15. Biddle، Kenny (25 أكتوبر 2018). "App-Aritions Are Still Causing Trouble". Skeptical Inquirer. مؤرشف من الأصل في 2020-01-30. اطلع عليه بتاريخ 2021-01-20.
16. Biddle، Kenny؛ Nickell، Joe (أغسطس 2020). "So You Have A Ghost In Your Photo". Skeptical Inquirer. مؤرشف من الأصل في 2020-07-15. اطلع عليه بتاريخ 2021-01-20.
17. Radford، Benjamin (2020). Big-If True: Adventures in Oddity. New Mexico, USA: Rhombus Publishing Company. ص. 100. ISBN:978-0-9364-5517-4.
18. Nickell، Joe (2001). Real-Life X-Files: Investigating the Paranormal. Kentucky: The University Press of Kentucky. ص. 260–261. ISBN:9780813122106.
19. Nickell، Joe (2005). Camera Clues: A Handbook for Photographic Investigation. Kentucky: The University Press of Kentucky. ص. 151. ISBN:9780813191249.
20. Pearsall، Ronald (1972). The Table-Rappers: The Victorians and the Occult. Book Club Associates. ص. 118–125. ISBN:9780718106454.
21. "Flash reflections from floating dust particles". Fujifilm.com. Fuji Film. مؤرشف من الأصل في 2005-07-27. اطلع عليه بتاريخ 2017-06-19.
22. Baron، Cynthia (2008). Adobe Photoshop Forensics: Sleuths, Truths, and Fauxtography. United States of America: Thomson Course Technology. ص. 310. ISBN:9781598634051.
23. Hill، Annette (2010). Paranormal Media: Audiences, Spirits and Magic in Popular Culture. USA and Canada: Routledge. ص. 45. ISBN:9781136863189.
24. Wagner، Stephen (29 يناير 2017). "Why Orbs in Pictures Are Not Proof of the Paranormal". ThoughtCo. مؤرشف من الأصل في 2019-04-15. اطلع عليه بتاريخ 2017-06-27.
25. Heinemann، Klaus (2007). The Orb Project. New York: Simon & Schuster. ص. 23. ISBN:9781416575535.